# Jean-Jacques Annaud
Jean-Jacques Annaud (født 1. oktober 1943 i Juvisy-sur-Orge, Frankrig) er en fransk filminstruktør, filmproducer og manuskriptforfatter.
Han fik sit gennembrud med debuten Noirs et blancs en couleurs (Sorte og hvide i farver, 1976) som vandt Oscar for bedste udenlandske film. Med La Guerre du feu (Kampen om ilden, 1981), Le Nom de la rose (Rosens navn, 1986) efter Umberto Ecos bestseller, L'Ours (Bjørnen, 1988) og Duras-filmatiseringen L'Amant (Elskeren, 1992) har han brugt helt forskellige formler for at nå et stort publikum, og lykkes. Enemy at the Gates (2001) var en stiliseret beretning fra slaget om Stalingrad under 2. verdenskrig.